# Zbigniew Specylak
Zbigniew Edward Specylak-Skrzypecki ps. „Tur 2” (ur. 13 października 1912 we Lwowie, zm. 27 kwietnia 1978 we Wrocławiu) – oficer artylerii Wojska Polskiego, cichociemny, oficer Armii Krajowej, inżynier.

## Życiorys
Był absolwentem Szkoły Podchorążych Artylerii w Toruniu. Na stopień podporucznika został mianowany ze starszeństwem z dniem 15 października 1936 i 89. lokatą w korpusie oficerów artylerii . Pełnił służbę w 3 pułku artylerii lekkiej w Zamościu na stanowisku dowódcy plutonu w 1. baterii. 
W kampanii wrześniowej 1939 walczył na stanowisku oficera ogniowego 1. baterii 42 dywizjonu artylerii lekkiej. Został ciężko ranny podczas obrony Lwowa. Po wyleczeniu włączył się do antysowieckiej konspiracji, za co został aresztowany 24 marca 1940 roku przez NKWD i wywieziony do łagru na Ziemi Franciszka Józefa. Po ogłoszeniu amnestii trafił do Armii Andersa, z którą opuścił Związek Radziecki. Był oficerem zwiadu w 7 pułku artylerii ciężkiej. Później zgłosił się na szkolenie dla cichociemnych.
W okupowanej Polsce wylądował 31 lipca 1944 roku. Na godzinę przed wybuchem powstania warszawskiego zameldował się w punkcie kontaktowym. Walczył najpierw w zgrupowaniu „Sławbora”, a następnie jako dowódca 1 batalionu Zgrupowania „Kryska”. Ciężko ranny  13 września 1944 roku po ostrzelaniu przez niemiecki czołg domu przy ul. Solec 1. Wraz z innymi rannymi był ewakuowany przez Wisłę na Pragę. Podczas przeprawy nadmiernie obciążony ponton został ostrzelany przez Niemców i podziurawiony przylgnął do przęsła wysadzonego mostu Poniatowskiego. Dopiero po dwóch dniach z praskiego brzegu Wisły przyszła pomoc. „Tur” trafił natychmiast do szpitala, gdzie przeszedł m.in. trepanację czaszki.
W 1949 roku aresztowany pod zarzutem organizowania nielegalnych przerzutów przez granicę. Po zwolnieniu osiedlił się z żoną we Wrocławiu, gdzie ukończył studia inżynierskie i pracował w przedsiębiorstwach państwowych m.in. w Elektromontażu.
Za wojenne zasługi odznaczony m.in. orderem Virtuti Militari i Krzyżem Walecznych.